# Syzygium phyllyraeoides
Eugenia phillyraeoides là một loài thực vật thuộc họ Myrtaceae. Đây là loài đặc hữu của Sri Lanka.